# Александар Івош
Александар Івош (сербохорв. Александар Ивош / Aleksandar Ivoš; 28 червня 1931, Валєво — 24 грудня 2020) — югославський футболіст, що грав на позиції нападника, зокрема, за клуб «Воєводина», а також національну збірну Югославії.

## Клубна кар'єра
У футболі дебютував 1946 року виступами за команду «Лозниця», в якій провів п'ять сезонів.
Протягом 1951—1953 років захищав кольори клубу «Мачва».
Своєю грою за останню команду привернув увагу представників тренерського штабу клубу «Воєводина», до складу якого приєднався 1953 року. Відіграв за команду з Нового Сада наступні вісім сезонів своєї ігрової кар'єри.
Згодом з 1961 по 1968 рік грав у складі команд «Слобода» (Тузла), «Дженоа», «Зіммерингер» та «Берінген».
Завершив ігрову кар'єру у команді «Слобода» (Тузла), у складі якої вже виступав раніше. Повернувся до неї 1968 року, захищав її кольори до припинення виступів на професійному рівні у 1969.

## Виступи за збірну
1962 року дебютував в офіційних матчах у складі національної збірної Югославії. Протягом кар'єри у національній команді провів у її формі 3 матчі.
Був присутній в заявці збірної на чемпіонаті світу 1962 року у Чилі, але на поле не виходив.

### Статистика виступів за збірну
| Дата      | Місто   | Господарі | Результат | Гості     | Турнір           | Голи | Примітки |
| --------- | ------- | --------- | --------- | --------- | ---------------- | ---- | -------- |
| 16-9-1962 | Лейпциг | НДР       | 2 – 2     | Югославія | товариський матч | -    |          |
| 19-9-1962 | Белград | Югославія | 5 – 2     | Ефіопія   | товариський матч | -    |          |
| 30-9-1962 | Загреб  | Югославія | 2 – 3     | Німеччина | товариський матч | -    |          |
| Усього    |         | Матчів    | 3         |           | Голів            | 0    |          |